# Suholiskî, Prîlukî
Suholiskî (în ucraineană Сухоліски) este un sat în comuna Serhiivka din raionul Prîlukî, regiunea Cernihiv, Ucraina.

## Demografie
Componența lingvistică a localității Suholiskî
     Ucraineană (99%)
     Alte limbi (1%)
Conform recensământului din 2001, majoritatea populației localității Suholiskî era vorbitoare de ucraineană (99%), existând în minoritate și vorbitori de alte limbi.